# Erica saxicola
Erica saxicola är en ljungväxtart som beskrevs av Guthrie och Bolus. Erica saxicola ingår i släktet klockljungssläktet, och familjen ljungväxter. Inga underarter finns listade i Catalogue of Life.